# Ponte de Ferro sobre o Rio Nandu
A Ponte de Ferro sobre o Rio Nandu, também conhecida como Ponte de Ferro do Diabo, Velha Ponte de Ferro, e originalmente Ponte do Palácio Lu (吕宫桥), é uma ponte treliçada de aço parcialmente colapsada sobre o Rio Nandu, ao norte da província de Hainan, China. Aberta ao tráfego em 1942, foi a primeira ponte de Hainan sobre o Rio Nandu.

## História
Aponte foi construída pelo exército imperial japonês durante a Segunda Guerra Sino-Japonesa para providenciar acesso ao lado oeste do rio. Em 26 de março de 1940 foi aprovado o início de seu projeto e construção. A responsabilidade para a construção da ponte foi concedida para a firma japonesa Shimizu Group Contracting, com as estruturas de aço produzidas pela Kaohsiung Shipbuilding Production and Installation de Taiwan.

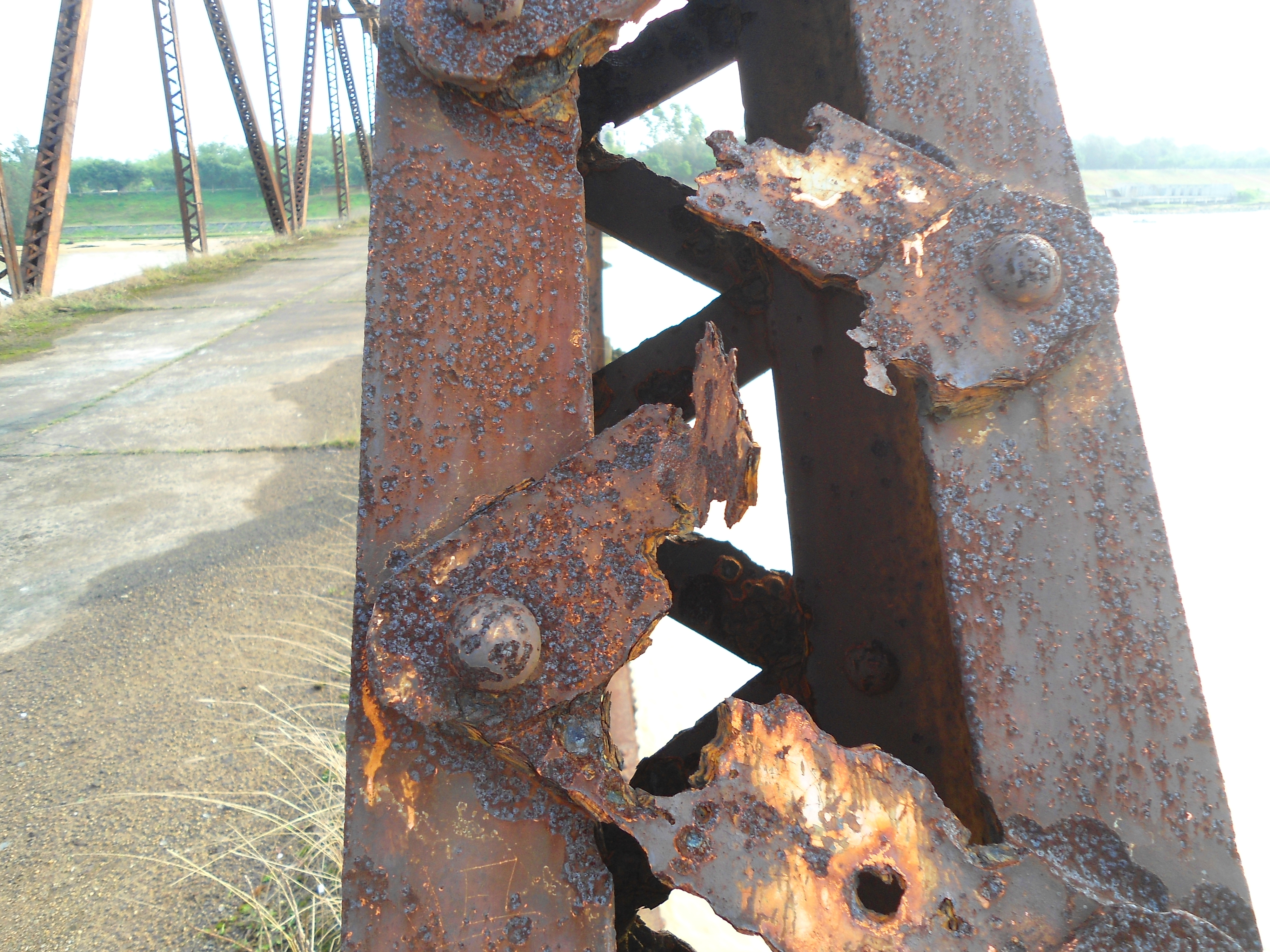
Deteriorização evidente

## Colapso da ponte
Em outubro de 2000 fortes inundações causaram o colapso da parte ocidental da ponte, restando intactos três de seus vãos.